# زري خان
زري خان هي قرية في مقاطعة أرومية، إيران. في تعداد عام 2006، لوحظ وجودها، ولكن لم يتم الإبلاغ عن سكانها.